# Hydnophytum dipteropodum
Hydnophytum dipteropodum là một loài thực vật có hoa trong họ Thiến thảo. Loài này được (K.Schum. & Lauterb.) Valeton mô tả khoa học đầu tiên năm 1927.